# Fridlevstad
Fridlevstad è un'area urbana della Svezia situata nel comune di Karlskrona, contea di Blekinge.
La popolazione risultante dal censimento 2010 era di 713 abitanti.